# 何塞·马里亚·德·阿查
何塞·马里亚·德·阿查·巴连特（西班牙語：José María de Achá Valiente，1810年7月8日—1868年1月29日），玻利維亞陸軍將軍，1861年至1864年擔任玻利維亞總統。